# Lucas Andersen
Lucas Qvistorff Andersen (født 13. september 1994) er en dansk fodboldspiller, der spiller for Queens Park Rangers F.C..

## Klubkarriere
Lucas Andersen startede med at spille fodbold i Aalborg Freja, inden han som 10-årig skiftede til den større klub AaB.
Han gik i slutningen af sin folkeskoletid i elitesportslinjen på Sønderbroskolen i Aalborg, hvor han kunne kombinere skolegang med klubtræning.

### AaB
Han var sammen med Viktor Ahlmann og Andreas Bruhn Christensen i oktober 2008 inviteret til prøvetræning hos Liverpool. Senere i 2009 var han igen til prøvetræning hos klubben, men igen dog uden at spille sig til nogen kontrakt.
Han fik debut på AaB's førstehold den 5. marts 2011 i en alder af 16 år og 174 dage. Det gjorde ham til den yngste spiller nogensinde, der har optrådt for AaB i Superligaen og den tredjeyngste spiller nogensinde, der har optrådt i Superligaen. Sportsdirektør for AaB, Lynge Jakobsen, har omtalt Lucas Andersen som AaB's største salgsobjekt siden Jesper Grønkjær. I april 2011 forlængede AaB med 16-årige Lucas Andersen med to år, så den nu udløb ved udgangen af 2013. Han blev langsomt en fast starter i løbet af 2011-12-sæsonen i form af 22 ligaoptrædener. Han brækkede sin tå i november 2011 og var deraf ude resten af efteråret 2011.
Han spillede i AaB indtil sommeren 2012, hvor det blev til 41 Superliga-kampe med tre mål til følge.

### Ajax Amsterdam
Den 31. august 2012 blev han solgt fra AaB til Ajax Amsterdam. Selvom mange klubber jagtede Lucas, valgte han dog Ajax, hvor der i forvejen spiller en del danskere.
Den 8. december 2012 debuterede Lucas for Ajax' førstehold, hvor han bl.a. ramte stolpen i 2-0 sejren over FC Groningen. Han blev i januar 2013 officielt rykket op i førsteholdstruppen i Ajax Amsterdam. Debuten den 8. december 2012 blev Andersens eneste optræden for Ajaxs førstehold i 2012-13-sæsonen. I efteråret 2013 fik han mere spilletid i Æresdivisionen med otte optrædener i sytten mulige, men tendensen med hyppigere spilletid fortsatte ikke efter vinterpausen, hvor han først i sidste spillerunde spillede sin første kamp for førsteholdet.
Andersen havde imidlertid svært ved for alvor at få spilletid på førsteholdet, så derfor måtte han ofte se sig henvist til ungdomsholdet igen. Konsekvensen blev til sidst, at han fra august 2015 blev udlejet til Eredivisie-holdet Willem II. Han skrev under på etårig lejeaftale gældende for den resterende del af 2015-16-sæsonen. Han spillede 30 kampe ud af 31 mulige med undtagelse af anden mulige optræden mod Feyenoord den 13. september 2015. Han var i startopstillingen i 27 af kampene.

### Grasshopper Club Zürich
Den 4. juli 2016 blev det offentliggjort, at Andersen blev solgt til Grasshopper. I sin første sæson spillede han 33 kampe (28 kampe som en del af startopstillingen) i landets bedste fodboldrække i Schweiziske Super League.

### Tilbage til AaB (2018-)
Efter en mindre vellykket 2017-18-sæson i Grasshopper med begrænset spilletid blev Andersen den 30. august 2018 udlejet tilbage til sin tidligere AaB for resten af 2018-19-sæsonen. I den etårige lejeaftale var der ydermere inkorpueret en allerede fastsat købsoption.
Han skrev i marts 2019 under på permanent aftale med AaB gældende fra 1. juli 2019 og fem år frem. Ifølg Ekstra Bladet betalte AaB en transfersum på ca. 5 millioner kroner. I slutningen af juli 2019 blev udnævnt som ny anfører, efter at Rasmus Würtz havde indstillet sin aktive spillerkarriere. Han fik Tom van Weert som viceanfører.

### Queens Park Rangers
Halvvejs i AAB’s første sæson som nedrykker til 1. division, ophævede Lucas Andersen sin kontrakt med AAB efter en gensidig beslutning. Kort tid efter, mandag d. 5. februar 2024, blev det offentliggjort at Andersen havde skrevet kontrakt Queens Park Rangers FC. I klubben blev han genforenet med sin tidligere AAB-træner Marti Cifuentes.

## Landsholdskarriere
Lucas Andersen fik sin debut på de danske ungdomslandshold, da han startede inde for Danmarks U16-landshold i en venskabskamp mod Irlands U16-landshold den 13. oktober 2009. Siden da har han også fået kampe for de danske U17 og U18-landshold. Han var blandt andet en del af den danske trup ved U/17 EM 2011 og U/17 VM 2011.
I løbet af årene er det blevet til 28 kampe og 3 mål for de danske ungdomslandshold for Lucas Andersen.

### Ligalandsholdet
Som 17-årig blev han i januar 2012 udtaget til ligalandsholdet. Dermed satte han rekord ved at være den yngste spiller, der nogensinde har været udtaget til truppen for det danske ligalandshold.
Han blev endvidere ved samme turnering, Kings Cup, den yngste ligalandsholdsspiller nogensinde, da han blev indskifter i kampen mod Sydkorea den 18. januar 2012.